# 29391 Knight
29391 Knight (1996 MB) là một tiểu hành tinh vành đai chính.